# Explorers Club
Explorers Club es una super banda de Rock progresivo encabezada por los hermanos Gardner de la banda Magellan, otros grandes músicos que los acompañaba eran James Labrie, John Petrucci, John Myung de Dream Theater, y Derek Sherinian (ex Dream Theater), Billy Sheehan, James Murphy y Steve Howe.
Su primer álbum, Age of Impact fue lanzado en el 1998, y Raising the Mammoth su segundo álbum en el 2002, con una recepción crítica ligeramente menos favorable en comparación con Age of Impact, sobre todo debido a la extraña estructura musical del disco.
[cita requerida]

## Discografía

### Álbumes de estudio
- Age of Impact (1998)
- Raising the Mammoth (2002)

- Datos: Q994172